# فرغان (صباح)

تعديل مصدري - تعديل

فرغان هي إحدى قرى عزلة صباح بمديرية صباح التابعة لمحافظة البيضاء، بلغ تعداد سكانها 1220 نسمة حسب تعداد اليمن لعام 2004.